# باربرا ديميك
باربرا ديميك (بالإنجليزية: Barbara Demick) هي صحفية وكاتبة أمريكية، اشتهرت بتقاريرها عن كوريا الشمالية وكتاباتها عن الحياة تحت الأنظمة الاستبدادية.

## الحياة والتعليم
نشأت ديميك في ريدجوود، نيو جيرسي، وتخرجت من جامعة ييل.

## الحياة المهنية
عملت ديميك في عدة صحف، من بينها *The Philadelphia Inquirer*، حيث كانت مراسلة من الشرق الأوسط، و*Los Angeles Times*، حيث كانت رئيسة مكتب الصحيفة في بكين وسيول.
حظيت تقاريرها من كوريا الشمالية باهتمام واسع، خصوصًا تقاريرها التي ركزت على الحياة اليومية للمواطنين العاديين تحت نظام كيم جونغ إيل. نُشرت سلسلة من تقاريرها في صحيفة لوس أنجلوس تايمز تحت عنوان "أصوات من كوريا الشمالية"، وقد فازت عنها بجائزة جورج بولك في الصحافة عام 2005، واعتُبرت أحد المرشحين النهائيين لجائزة بوليتزر في فئة الصحافة الدولية.

## مؤلفاتها

### لا يوجد ما تحسده في الجنة
صدر كتاب ديميك *Nothing to Envy: Ordinary Lives in North Korea* (لا يوجد ما تحسده في الجنة: حيوات عادية في كوريا الشمالية) في عام 2009، وحاز على إشادة واسعة، وفاز بجائزة صموئيل جونسون (حالياً جائزة بيلي جيفورد) لأفضل كتاب غير روائي باللغة الإنجليزية، كما تُرجم إلى أكثر من 25 لغة.

### كتب أخرى
- *Logavina Street: Life and Death in a Sarajevo Neighborhood* (شارع لوغافينا: الحياة والموت في حي من سراييفو) – كتابها الأول، صدر عام 1994 ويتناول الحرب في البوسنة.

- *Eat the Buddha: Life and Death in a Tibetan Town* (كُل البوذا: الحياة والموت في بلدة تبتية) – صدر عام 2020 ويتناول الحياة في منطقة نغاب التبتية.

## الجوائز والتكريمات
حازت ديميك على عدد من الجوائز الرفيعة تقديرًا لتقاريرها الصحفية، من بينها:
- جائزة جورج بولك

- جائزة أورويل

- زمالة غوغنهايم

- جائزة صموئيل جونسون (جائزة بيلي جيفورد حاليًا)

## وصلات خارجية
- الموقع الرسمي لباربرا ديميك